# James Meeks
James T. Meeks (Chicago, 4 de agosto de 1956) é um pastor batista estadunidense. Ele foi o pastor sênior da Igreja Batista Salem de Chicago de Chicago de 1985 a 2023 e senador de Illinois de 2003 a 2013.

## Biografia
James Meeks nasceu em 4 de agosto de 1956 em Chicago (Illinois).  Ele estudou no Bishop College em Dallas em religião e filosofia e obteve um Bacharelado em artes. 

### Ministério
Em 1980, ele se tornou pastor da Igreja Batista Beth Eden em Chicago. Em 1985, em um sermão, ele compartilhou a visão de fundar uma nova igreja.  Depois de se reunir com 205 membros no mesmo dia, ele fundou a Igreja Batista Salem de Chicago.  Em 2023, ele deixou o cargo de pastor sênior. 

### Carreira política
Em 2002, foi eleito Senador Estadual, como  independente.  Ele foi reeleito em 2006 como o  Democrata. Em 2006, organizou uma passeata para reivindicar melhores professores na cidade.  Em 2008, ele organizou um boicote de 2 dias às escolas públicas de Chicago, exigindo que as escolas da cidade recebessem tanto financiamento quanto as de outras cidades do estado. Em novembro de 2011, ele anunciou que não concorreria novamente quando seu mandato expirasse em janeiro de 2013. 
Em 2015, ele foi eleito presidente do Conselho Estadual de Educação de Illinois, servindo até 2019. 